# Roger Plaxton
Hayward Alan Roger Plaxton (2. června 1904, Parry Sound, Ontario – 20. prosince 1963, Toronto, Ontario) byl kanadský hokejový obránce.
V roce 1928 byl členem Kanadského hokejového týmu, který získal zlatou medaili na zimních olympijských hrách.

## Reprezentační statistiky
| 1928 | Kanada | OH | 3 | 0 | 0 | 0 | — |